# Minderheitensprachen in Österreich
Die Minderheitensprachen in Österreich umfassen alle Sprachen, die in Österreich neben der als Staatssprache in Art. 8 Abs. 1 Bundes-Verfassungsgesetz festgeschriebenen deutschen Sprache gesprochen werden. Einige davon sind  gesetzlich besonders geschützt und in manchen Bundesländern auch als Amtssprache anerkannt.
| Staatssprache                                                                     | Sprecherzahl |
| --------------------------------------------------------------------------------- | ------------ |
| Deutsch                                                                           | 7.115.780    |
| Anerkannte Minderheitensprachen                                                   | Sprecherzahl |
| Ungarisch                                                                         | 40.583       |
| Slowenisch                                                                        | 24.855       |
| Burgenlandkroatisch                                                               | 19.412       |
| Tschechisch                                                                       | 17.742       |
| Slowakisch                                                                        | 10.234       |
| Romani                                                                            | 6.273        |
| österreichische Gebärdensprache                                                   | 9.000        |
| Weitere Sprachen (mehr als 10.000 Sprecher)                                       | Sprecherzahl |
| Serbo-Kroatisch                                                                   | 343.484      |
| Türkisch                                                                          | 183.445      |
| Englisch                                                                          | 58.582       |
| Polnisch                                                                          | 30.598       |
| Albanisch                                                                         | 28.212       |
| Arabisch                                                                          | 17.592       |
| Rumänisch                                                                         | 16.885       |
| Italienisch                                                                       | 10.742       |
| Persisch                                                                          | 10.665       |
| Französisch                                                                       | 10.190       |
| Angegebene Umgangssprache der österreichischen Wohnbevölkerung; Volkszählung 2001 |              |

## Anerkannte Minderheitensprachen Österreichs
Burgenlandkroatisch, Romani, Slowakisch, Slowenisch, Tschechisch und Ungarisch sind gemäß Art. 8 Abs. 2 Bundes-Verfassungsgesetz die verfassungsrechtlich geschützten Sprachen autochthoner Minderheiten in Österreich nach dem Volksgruppengesetz von 1976 (teils erst später erfasst). Die Anerkennung der Minderheitenrechte der Burgenlandkroaten, der Kärntner Slowenen und der Slowenen in der Steiermark (und damit auch die Anerkennung ihrer Sprachen) ist in Artikel 7 des Staatsvertrages von 1955 festgeschrieben. Die Anerkennung der ungarischen Sprache in vier Gemeinden des Burgenlandes folgte aus der auf Grundlage des Volksgruppengesetzes erlassenen Amtssprachenverordnung für Ungarisch. Die Burgenlandroma, Lovara und Sinti wurden erst 1993 in das Volksgruppengesetz mitaufgenommen.
Außerdem ist die österreichische Gebärdensprache als Sprache einer nicht-ethnischen Minderheit seit dem 1. September 2005 im Verfassungsrang (Art. 8 Absatz 3 B-VG) eine anerkannte Minderheitensprache.
Eine hohe Anzahl von Sprechern anderer Sprachen, vor allem des Türkischen und der Sprachen des ehemaligen Jugoslawien, die auch österreichische Staatsbürger sind, haben heute zwar ihren Lebensmittelpunkt in Österreich, ihre Sprachen fallen aber nicht unter das Minderheitenschutzrecht und werden daher in den Schulen auch nicht berücksichtigt. Weitere Minderheitensprachen und Idiome autochthoner Gruppen in Österreich wie das sogenannte Windische (die slowenischen Dialekte in Kärnten und der Steiermark) oder das Jenische wurden nicht unter den Schutz der Europäischen Charta der Regional- und Minderheitensprachen gestellt.

## Regelungen zur Amts- und Unterrichtssprache
Zusätzlich zur deutschen Sprache sind Kroatisch und Slowenisch Amtssprache in einigen Gerichtsbezirken der Steiermark, des Burgenlandes und Kärntens, außerdem Ungarisch in vier Gemeinden: Oberpullendorf (Felsőpulya), Oberwart (Felsőőr), in Rotenturm an der Pinka der Ortsteil Siget in der Wart (Őrisziget) und in der Gemeinde Unterwart der Ortsteil Unterwart (Alsóőr) des Burgenlandes. Die Minderheiten haben in bestimmten Regionen Anspruch auf muttersprachlichen Unterricht.
Gebärdensprachbenutzer haben österreichweit Anrecht, in Amts- und Justizangelegenheiten ÖGS zu verwenden, und Recht auf einen Dolmetscher. Zum Unterricht gibt es aber keine Regelung.

## Regelungen zu topographischen Aufschriften
Auch sind in Ortschaften mit einem bestimmten Anteil an Angehörigen autochthoner Volksgruppen topographische Aufschriften zweisprachig anzubringen. Diese im Volksgruppengesetz aus dem Jahr 1976 näher ausgeführten Rechte wurden im Burgenland im Jahr 2000 vollständig, in Kärnten nur teilweise und in der Steiermark gar nicht umgesetzt. Durch ein Erkenntnis des Verfassungsgerichtshofes aus dem Jahr 2001, welches Teile dieses Volksgruppengesetzes als verfassungswidrig aufhob, müssten aber sowohl im Burgenland als auch in Kärnten zusätzliche zweisprachige topographische Aufschriften angebracht werden (siehe Ortstafelstreit).